# False Pass
False Pass è una città degli Stati Uniti d'America, situata nel Borough delle Aleutine orientali, nello Stato dell'Alaska.